# Евсеев, Сергей Васильевич
Сергей Васильевич Евсеев (25 января 1894, Москва — 16 марта 1956, Москва) — советский композитор и музыкальный теоретик, кандидат искусствоведения (1935).

## Биография
Родился 13 (25) января 1894 года в Москве. Игре на фортепиано учился под руководством Льва Конюса и Николая Метнера. В 1916 году окончил юридический факультет Московского университета. В 1916—1919 годах учился в Московской консерватории по классу фортепиано у Александра Гольденвейзера, композиции у Георгия Катуара, контрапункта и фуги у Сергея Танеева. С 1917 года участвовал в концертах-лекциях, вёл просветительскую работу в воинским частях, писал статьи о композиторах, в том числе о своих педагогах (Катуаре, Танееве).
В 1919—1930 годах был педагогом, а с 1927 года директором Государственной музыкальной школы имени Танеева. С 1922 года преподавал теоретические дисциплины в Московской консерватории, с 1935 года был её профессором. Евсеев был создателем специальных курсов современной гармонии (1927—1930), которые сам вёл. В 1929—1932 годах был председателем Ассоциации камерной музыки. В 1936—1941 годах совместительно преподавал в Центральном заочном музыкальной-педагогическом институте в Москве. В 1941—1948 годах Евсеев вёл очередной созданный им специальный курс — основы русской гармонии и полифонии.
Скончался 16 марта 1956 года. Похоронен на Даниловском кладбище.

## Награды
- орден Ленина (17.11.1949)[5]
- орден Трудового Красного Знамени (28.12.1946)

## Творчество
В произведениях Евсеева проявлялся его интерес к русской народной песне, тщательно изученной им. В них можно заметить применение народных диатонических ладов. Также популярны его 3 симфонии. Художественный интерес представляют камерные сочинения Евсеева.

## Сочинения
- Для оркестра:

- 3 симфонии (1925, 1933 — c хором, 1943)
- Концерты c оркестром:

- Для фортепиано (оба 1932)
- Для кларнета (1943)

- Камерно-инструментальные ансамбли:

- «Героическая поэма» (трио, 1924)
- 2 струнных квартета (1935, 1945)
- 2 квинтета (оба 1934)

- Для фортепиано:

- Концертная сюита (1946)
- Поэма-соната для 2 фортепиано (1948)
- 2 сонаты (1921, 1952)
- Русские вариации (1946)
- Полифонические пьесы на русско-песенной основе (1950)

- Для скрипки и фортепиано:

- Соната-сказка (1928)
- Скерцо-сонатина (1947)

- Для голоса c фортепиано:

- трио Дифирамб (1927)
- 3 вокальных ансамбля на темы русских народных песен (1923, 1927, 1948);

- Драматическая соната для виолончели и фортепиано (1941)
- Обработки народных песен
- Романсы

и др.

## Литературные сочинения
- «Государственная музыкальная школа им. C. И. Танеева за десять лет (1919—1929)» (Москва, 1929)
- «Практический курс гармонии, ч. 1» (Москва, 1934, 1935), ч. 2, (Москва, 1935)
- Учебник гармонии, ч. 1, (Москва, 1937, Москва-Ленинград, 1939), ч. II (1937)
- Учебник по русской народной полифонии (Москва, 1956)
- «Русская народная полифония» (Москва, 1960)
- «Народные и национальные корни музыкального языка C. И. Танеева» (Москва, 1963)
- «Русские народные песни в обработке A. Лядова» (Москва, 1965)
- «Римский-Корсаков и русская народная песня» (Москва, 1970)
- «Народные песни в обработке П. И. Чайковского» (Москва, 1973)